# Аугусту Северу (аэропорт)
Международный аэропорт Аугусту Северу (порт.  Aeroporto Internacional Augusto Severo) (Код ИАТА: NAT) — аэропорт, расположенный в 18 км. от города Натал, в муниципалитете Парнамирин. Назван в честь лётчика Аугусту Северу де Альбукерке Мараньяо (Augusto Severo de Albuquerque Maranhão) (1864-1902).
В 2009 году аэропорт занимал 17-е место по пропускной способности пассажиров в Бразилии, находясь среди самых загруженных аэропортов страны.
Аэропорт делит некоторые здания с авиационной базой ВВС города Натал.

## История
Аэропорт Аугусто Северо был первоначально известен как «Парнамирин» (Parnamirim Field) и был назван «Трамплином к Победе» (Trampolim da Vitória) во время войны в 1942 году. Позже то название было переименовано в город Натал. Когда город Парнамирин был наконец освобождён в 1958 году аэропорт снова стали называть Парнамирин.
С 1943 до 1945 года аэропорт использовался совместно армией, военно-морскими силами США и Королевскими военно-воздушными силами Великобритании, коммерческими авиакомпаниями и военно-воздушными силами Бразилии. Обслуживание и сооружения безопасности были сделаны армией США в Южной Атлантике.
31 марта 1980 года министерство аэронавтики предоставило право управления аэропортом компании Infraero. В то же самое время были закончены главные реконструкции.
В 2000 году был построен существующий пассажирский терминал. Площадь терминала составляет 11 560 м², аэропорт снабжён 4 телескопическими трапами, и способен к обработке 1.5 миллионов пассажиров ежегодно. В аэропорту имеется парковка на 500 мест.

## Авиалинии и направления
| Авиалинии↓   | Назначения |
| ------------ | --- |
| Arkefly      | Амстердам [чартер]. |
| Azul         | Белу-Оризонти (Танкреду Невес) (c 18.10) и Кампинас.                                                                                            |
| Gol          | Бразилиа, Кампинас, Форталеза, Ресифи, Рио-де-Жанейро (Рио-де-Жанейро/Галеан), Салвадор, Сан-Паулу (Конгоньяс/Сан-Паулу и Сан-Паулу/Гуарульос). |
| NOAR         | Жуан-Песоа, Мосоро и Ресифи. |
| TAM          | Бразилиа, Куритиба, Форталеза, Ресифи, Рио-де-Жанейро (Рио-де-Жанейро/Галеан), Салвадор, Сан-Паулу (Конгоньяс/Сан-Паулу и Сан-Паулу/Гуарульос). |
| TAP Portugal | Лиссабон. |
| TRIP         | Аракажу, Фернанду-ди-Норонья, Ресифи и Салвадор.                                                                                                |
| Webjet       | Белу-Оризонти (Танкреду Невес), Жуан-Песоа, Форталеза и Рио-де-Жанейро (Рио-де-Жанейро/Галеан).                                                 |